# Ophioconis indica
Ophioconis indica är en ormstjärneart som beskrevs av Jean Baptiste François René Koehler 1897. Ophioconis indica ingår i släktet Ophioconis och familjen Ophiodermatidae. Inga underarter finns listade i Catalogue of Life.